# Bruchus oodnadattae
Bruchus oodnadattae là một loài bọ cánh cứng trong họ Bruchidae. Loài này được Blackburn miêu tả khoa học năm 1900.